# The Tor Project
The Tor Project è un'organizzazione senza scopo di lucro che si occupa dello sviluppo e della manutenzione del software Tor, insieme alla promozione dell'anonimato e della privacy online. "Tor" è l'acronimo di "The Onion Router" (Il Router a Cipolla). Il software Tor è progettato per consentire agli utenti di navigare in modo anonimo su Internet, proteggendo la loro privacy e la loro libertà di espressione.
Il funzionamento di Tor si basa su un sistema di reti di server volontari gestiti da volontari in tutto il mondo. Quando un utente utilizza Tor per navigare su Internet, il suo traffico viene instradato attraverso una serie di nodi, chiamati "nodi di rete", prima di raggiungere la sua destinazione finale. Questi nodi sono disposti in modo tale che nessun nodo unico possa sapere sia l'origine del traffico che la sua destinazione, fornendo così un elevato grado di anonimato.
Il Progetto Tor è impegnato nella promozione della libertà di espressione, della privacy e della sicurezza online per tutti gli utenti di Internet. Tor è utilizzato da giornalisti, attivisti, dissidenti politici e persone che vivono in paesi con regimi autoritari per comunicare in modo sicuro e per accedere a contenuti censurati. Tuttavia, è importante notare che Tor può essere utilizzato anche da persone che vogliono proteggere la loro privacy online per motivi personali, come evitare la profilazione degli annunci o la sorveglianza da parte di governi o hacker.
Il Progetto Tor è finanziato principalmente attraverso donazioni e sponsorizzazioni da parte di organizzazioni e individui che condividono i suoi obiettivi di privacy e libertà online. Inoltre, il codice sorgente di Tor è open source, il che significa che è disponibile gratuitamente per chiunque voglia esaminarlo, modificarlo e distribuirlo. Questo contribuisce alla trasparenza e alla sicurezza del software, consentendo a esperti indipendenti di individuare e correggere eventuali vulnerabilità.